# Concatedral de San José (Thibodaux)
La Concatedral de San José  (en inglés: St. Joseph Co-Cathedral) es una catedral católica ubicada en Thibodaux, Louisiana, Estados Unidos. Junto con la Catedral de San Francisco de Sales en Houma es la sede de la Diócesis de Houma-Thibodaux. También es la parroquia más antigua de la diócesis. El edificio de la iglesia y la rectoría se enumeran en el registro nacional de lugares históricos como la Concatedral de San José y Rectoría.
La Parroquia de San José comenzó a organizarse en 1813 y fue fundada como una misión para la Iglesia de la Asunción de Plattenville en 1817. Dos años más tarde, un pequeño edificio de la iglesia de madera fue construido cerca del cementerio de la iglesia actual. El Rev. Antoine Potini fue asignado como primer párroco de San José. Es la parroquia católica más antigua de la diócesis y muchas de las otras iglesias fueron fundadas a partir de ella y fueron servidas por su cura. El Rev. Charles Menard tenía una iglesia de ladrillo que data de 1849 y que fue destruida por un incendio en 1916. Las reliquias de San Valerie sobrevivieron al fuego y están en la iglesia actual en un sarcófago de cristal. La actual iglesia se inició en 1920 durante el pastorado de Mons. Alexander Barbier. Se completó tres años más tarde en el estilo del renacimiento. La primera misa fue celebrada el 25 de enero de 1923. Se añadió el mármol y yeso en el trabajo ornamental en 1931 y el esquema de pintura final se llevó a cabo en 1954.

## Véase también

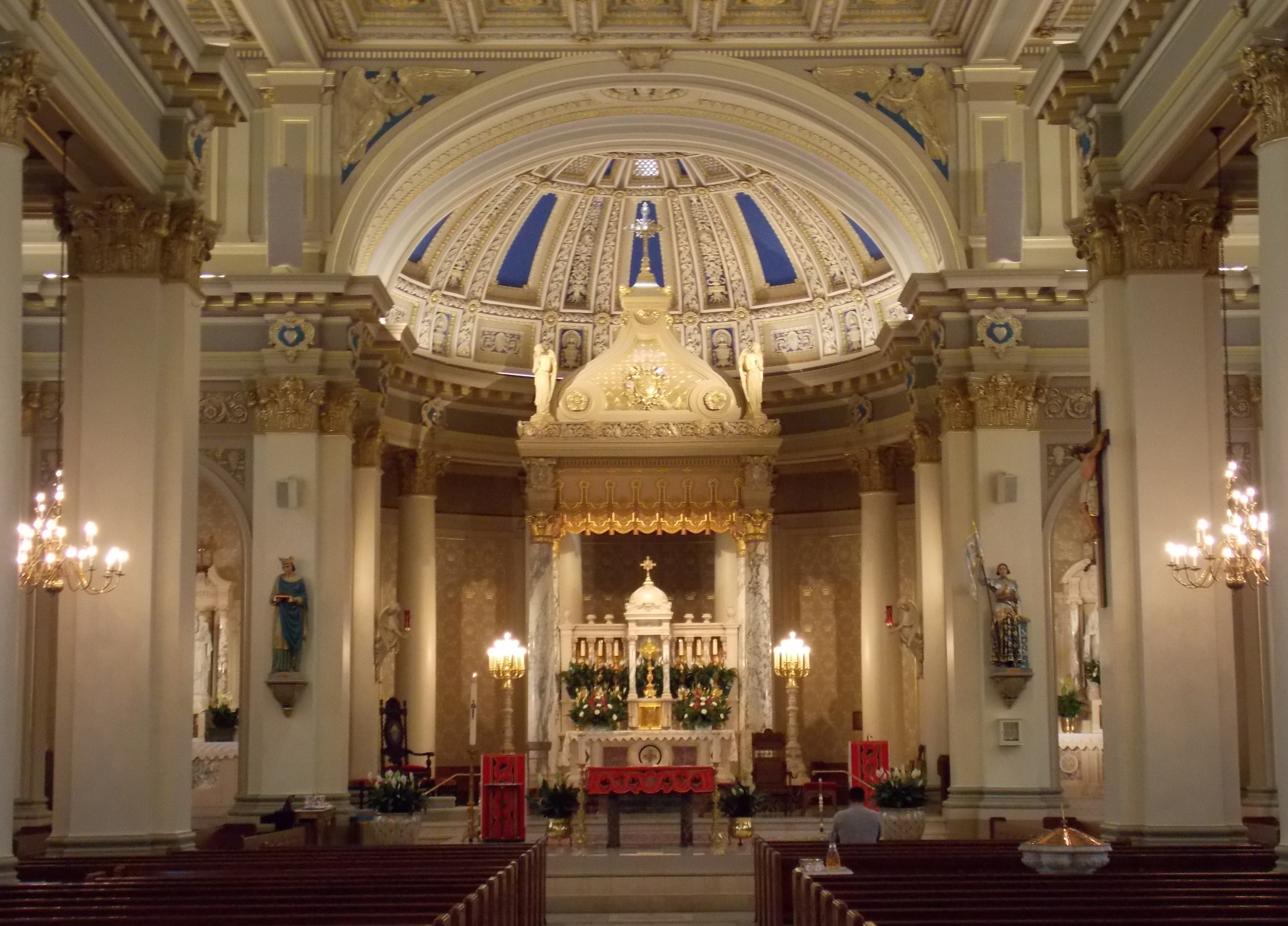
Vista interna